# Hurts 2B Human (singolo)
Hurts 2B Human è un singolo della cantautrice statunitense Pink in collaborazione con Khalid, terzo estratto dall'album omonimo.
È stato mandato in rotazione radiofonica in Australia e nei Paesi Bassi a partire dal 30 agosto 2019; è entrato nelle playlist radiofoniche italiane a partire dal successivo 6 settembre.
Il brano è stato scritto dai due stessi interpreti con Teddy Geiger, Scott Harris, Anna Catherine-Hartley, e Alexander Izquierdo, e prodotto da Jorgen Odegard.

## Classifiche
| Classifica (2019) | Posizione massima |
| ----------------- | ----------------- |
| Australia         | 48                |
| Irlanda           | 55                |
| Lituania          | 92                |
| Regno Unito       | 61                |
| Svizzera          | 59                |